# Confini della Slovenia

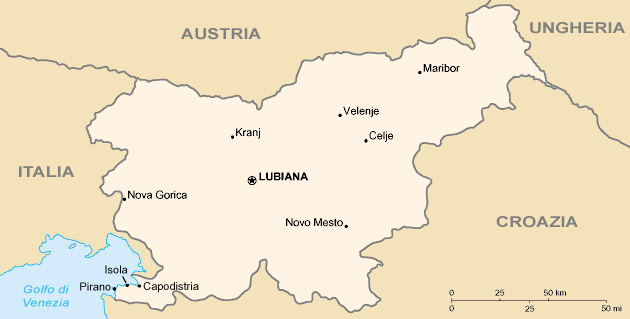
Mappa della Slovenia con i suoi confini.

I Confini della Slovenia sono le frontiere internazionali che delimitano la Slovenia con gli stati vicini. Sono quattro per un totale di 1.334 km.
A nord si trova il confine con l'Austria; a nord-est quello con l'Ungheria; a sud e sud-est quello con la Croazia e ad ovest quello con l'Italia.

## Elenco
| Paese confinante | lunghezza (km) | Regioni interessate                                                                                                |
| ---------------- | -------------- | --- |
| Austria          | 330            | Alta Carniola, Carinzia, Oltredrava, Murania, Savinjska                                                            |
| Croazia          | 670            | Carniola Interna-Carso, Litorale-Carso, Murania, Oltredrava, Oltresava inferiore, Savinjska, Slovenia sudorientale |
| Italia           | 232            | Alta Carniola, Goriziano, Litorale-Carso                                                                           |
| Ungheria         | 102            | Murania |

## Triplici frontiere
La Slovenia è interessata da tre triplici frontiere:
| nome        | coordinate              | nazioni coinvolte           | confini                                                       |
| ----------- | ----------------------- | --------------------------- | ------------------------------------------------------------- |
| Monte Forno | 46.521944°N 13.714167°E | Austria, Italia, Slovenia   | Austria - Italia • Austria - Slovenia • Italia - Slovenia     |
|             | 46.87°N 16.115692°E     | Austria, Slovenia, Ungheria | Austria - Slovenia • Austria - Ungheria • Slovenia - Ungheria |
| [ 1 ]       | 46.468526°N 16.609948°E | Croazia, Slovenia, Ungheria | Croazia - Slovenia • Croazia - Ungheria • Slovenia - Ungheria |